# Buck Owens
Alvis Edgar (Buck) Owens Jr. (Sherman (Texas), 12 augustus 1929 – Bakersfield, 25 maart 2006) was een Amerikaanse countryzanger. Zijn enige hit in Nederland was Amsterdam, waarmee hij in 1970 8 weken in de Top 40 stond. In de Hilversum 3 Top 30 stond het vijf weken genoteerd, waarvan één week op de 13e plaats.

## Biografie
Owens groeide op in Texas en Arizona en begon zijn muziekcarrière in Californië. Ook was hij toentertijd presentator op de radio. De eerste muziekhit had hij in 1959 met het nummer Under Your Spell Again. Een aantal jaren daarna – in 1963 – kwam een van zijn bekendste nummers uit, Act Naturally.
Owens was de grondlegger van de zogeheten Bakersfieldsound, rock-'n-rollmuziek gemengd met een grof soort honky-tonk, gespeeld op elektrische gitaren.
Ook op de televisie was hij actief: van 1969 tot 1993 verzorgde hij een komische show getiteld Hee Haw, die buitengewoon succesvol was.
In 1996 kreeg hij de hoogste onderscheiding die te verkrijgen was op countrygebied toen hij werd opgenomen in de Country Music Hall of Fame. Postuum werd hij in 2008 opgenomen in de Texas Country Music Hall of Fame.

## Persoonlijk
Minder gefortuneerd was hij in zijn privéleven: driemaal strandde zijn huwelijk en begin jaren negentig kreeg hij mondkanker, waar hij echter van herstelde en wat zijn zangvermogen slechts in beperkte mate aantastte. Buck Owens overleed op 25 maart 2006 aan een hartstilstand in zijn slaap. Hij werd 76 jaar oud.